# Configure

configure, autoconf와 automake를 포함한 흐름도. 이 도구들은 GNU 빌드 시스템에 위치해 있다.

configure 스크립트는 개발 중인 프로그램을 각기 다른 수많은 컴퓨터들에서 실행하고 도와주도록 설계된 실행 스크립트이다. 소스 코드로부터 컴파일하기 직전에 사용자 컴퓨터의 라이브러리의 존재 여부를 확인하고 연결시킨다.
일반적으로 모든 configure 스크립트는 "configure"라는 이름으로 되어 있다. 또, configure 스크립트는 bash 문법으로 작성되지만, 원하는 셸에 맞추어 실행 스크립트를 작성할 수 있다.

## 이용
소프트웨어를 소스 코드로부터 직접 가져오는 일은 일반적으로 다음 단계들을 수반한다: makefile 구성, 소스 컴파일, 적절한 곳에 실행 파일 최종 설치. configure 스크립트는 이러한 단계들 가운데 첫 단계를 완수한다. configure 스크립트를 사용하는 일은 컴파일 이전에 makefile을 생성하는 자동화된 방식으로, 소프트웨어가 실행 파일이 컴파일되고 실행될 수 있도록 시스템에 길들이게 한다. 최종 실행 소프트웨어는 소스 코드를 포함한 현재 디렉터리를 가리키는 셸에서 다음의 명령을 실행하여 얻을 수 있다.
```
./configure
make
make install

```

단순히 configure 대신 ./configure를 사용해야 스크립트가 현재 디렉터리에 있음을 셸에게 지시할 수 있다. 기본적으로 보안을 이유로 유닉스 계열 운영 체제들은 실행 파일에 대해 현재 디렉터리를 검색하지 않으므로 완전한 경로를 명시해 주어야 오류를 피할 수 있다.
일을 마치면 configure는 config.log에 보고서를 출력한다. ./configure --help를 실행하면 명령 줄 매개변수를 보여주며 다음과 같은 부가 기능을 켜고 끌 수 있다:
```
./configure --libs="-lmpfr -lgmp"
./configure --prefix=/home/myname/apps

```

첫 줄은 mpfr과 gmp 라이브러리를 포함한다. 두 번째 줄은 make에 마지막 버전을 /home/myname/apps에 설치할 것을 지시한다. 매개변수 안에 공백 문자가 있으면 인용 부호로 감싸 주어야 한다.

## configure 생성
소프트웨어 개발자들은 GNU의 Autotools를 이용함으로써 크로스 플랫폼 소프트웨어 개발을 단순화한다. 이 스크립트들은 환경 설정, 플랫폼 아키텍처, 필요한 빌드 및 런타임 의존성의 존재 및 위치에 대한 정보를 조회한다. 수집된 정보는 설치 단계 가운데 configure.ac 또는 (현재는 사용이 권장되지 않는) configure.in에 저장한다.

## 의존성 검사
신규 개발에서 라이브러리 의존성 검사는 대개 m4 매크로 PKG_CHECK_MODULES를 통해 pkg-config를 사용한다. pkg-config가 인기를 끌기 전에는 별개의 m4 매크로를 만들어서 의존하는 라이브러리 배포판에 포함할 파일을 위치시켜야 했다.

## 같이 보기
- Autoconf
- 소프트웨어 빌드
- GNU 빌드 시스템

## 참고 문헌
- A succinct introduction[3]
- A verbose introduction[4]

## 참조
1. ↑  “Compiling Linux Software from Source Code”. Control-Escape's Linux Help Engine. 2010년 11월 20일에 확인함.
2. ↑  “Autoconf - GNU Project - Free Software Foundation (FSF)”. GNU Operating System. 2010년 11월 20일에 확인함.
3. ↑  Neelakanth Nadgir (June 2001). “Introduction to GNU Build Tools”. 2013년 4월 4일에 확인함.
4. ↑  Taylor, Ian Lance. “The GNU configure and build system”. airs.com. 2010년 11월 20일에 확인함.